# Taraxacum gesticulans
Taraxacum gesticulans — вид квіткових рослин з родини айстрових (Asteraceae). Вид зростає в Європі: Данія, Німеччина, Польща, Чехія; це багаторічна рослина помірних біомів.